# Pennisetum montanum
Pennisetum montanum är en gräsart som först beskrevs av August Heinrich Rudolf Grisebach, och fick sitt nu gällande namn av Eduard Hackel. Pennisetum montanum ingår i släktet borstgräs, och familjen gräs. Inga underarter finns listade i Catalogue of Life.